# Esta é a Nossa Pátria Bem Amada
Esta é a Nossa Pátria Bem Amada (Aquesta és la nostra benvolguda Pàtria) és l'himne nacional de Guinea Bissau. Escrit i compost per Amílcar Cabral, va ser adoptat amb la independència el 1974.
Quan Amílcar Cabral (1924–1973) va visitar la República Popular de la Xina en 1963 va sentir cançons del músic local Xiao He (1918-?). Aleshores li va demanar que compongués un himne amb inspiració africana i ell li va posar la lletra. L'himne va ser adoptat quan es va proclamar la independència en 1974. També fou l'himne nacional de Cap Verd fins 1996, quan els capverdians van adoptar el nou himne Cântico da Liberdade.

## Lletra
Esta é a nossa Pátria amada

Sol, suor e o verde mar,

Séculos de dor e esperança

Esta é a terra dos nossos avós!

Fruto das nossas mãos,

Da flor do nosso sangue:

Esta é a nossa pátria amada

Refrão

Viva a pátria gloriosa!

Floriu nos céus a bandeira da luta.

Avante, contra o jugo estrangeiro!

Nós vamos construir

Na pátria imortal

A paz e o progresso!

(repete as três linhas anteriores)

A Paz e o progresso!

Ramos do mesmo tronco,

Olhos na mesma luz:

Esta é a força da nossa união!

Cantem o mar e a terra 

A madrugada e o sol

Que a nossa luta fecundou!

### Traducció al català
Aquesta és la nostra estimada pàtria 

Sol, suor i mar verd 

Segles de dolor i esperança 

Aquesta és la terra dels nostres avantpassats! 

Fruit de les nostres mans, 

La flor de la nostra sang: 

Aquest és el nostre estimat país 

 (Cor)
Visca el nostre país gloriós! 

Onegi al cel la bandera de la lluita. 

Endavant, contra el jou estranger! 

Anem a construir 

A la llar immortal 

La pau i el progrés! 

(Repetició de les tres últimes línies) 

La pau i el progrés! 

Branques del mateix tronc, 

Ulls de la mateixa llum; 

Aquesta és la força de la nostra unió! 

Canta el mar i la terra 

L'alba i el sol 

Que la nostra lluita ha donat els seus fruits! 